# Selo hermético

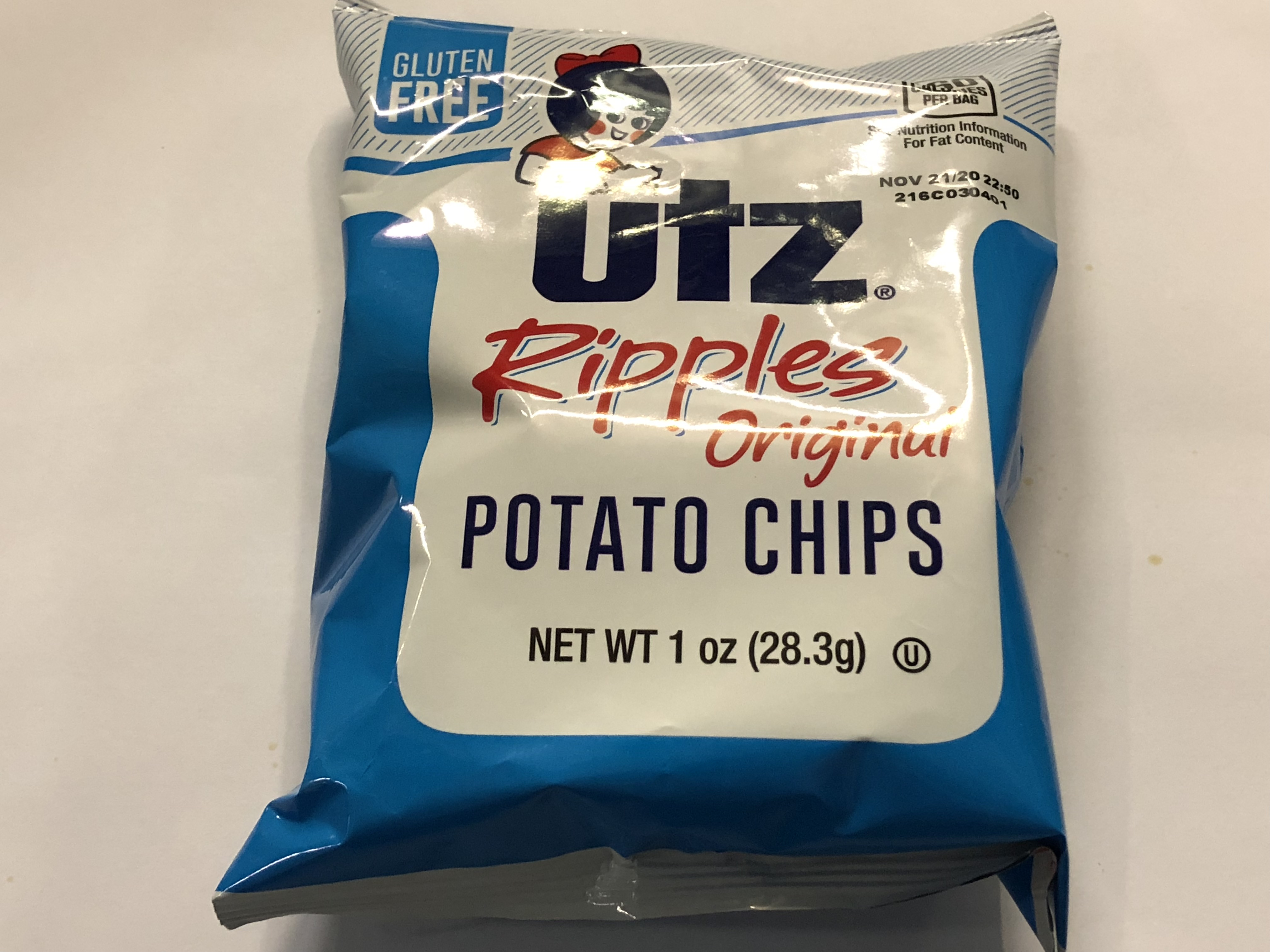
Embalagem de batatas fritas hermeticamente selada para manutenção da crocância.

Um selo hermético é uma vedação projetada para impedir a passagem de ar, líquidos, gases ou outros contaminantes entre o interior de um objeto e o ambiente externo. 
Essa vedação garante a integridade de produtos ou equipamentos, sendo essencial em aplicações que exigem isolamento completo, como na preservação de alimentos, medicamentos ou em processos industriais sensíveis. O termo "hermético" deriva de associações históricas com a alquimia e a mitologia, mas hoje é amplamente utilizado em contextos técnicos e industriais.

## A selagem hermética

O radiômetro de Croockes é um bom exemplo de um instrumento científico hermeticamente fechado.

A selagem hermética tem por base um mecanismo ou material utilizado com a intenção de se criar uma barreira com reduzidos níveis de permeabilidade, impedindo a entrada ou saída de substâncias como ar, umidade, poeira ou gases.  Esta técnica pode ser aplicada em embalagens alimentícias, recipientes, tubulações, equipamentos industriais ou sistemas mecânicos, garantindo proteção contra contaminação, oxidação ou vazamentos.
Os selos herméticos são fabricados com materiais como borracha de silicone, FKM, borracha nitrílica ou polímeros avançados, escolhidos com base nas condições ambientais, como temperatura, pressão, compatibilidade química e finalidade da utilização. 
A eficácia do selo depende de sua capacidade de manter a vedação sob condições adversas, como ação do tempo, altas temperaturas ou exposição a substâncias corrosivas.

## Etimologia
O termo "hermético" provém do latim hermeticus, que se refere a Hermes Trismegisto, uma figura mitológica que combina o deus grego Hermes e o deus egípcio Thoth. Na tradição alquímica, atribuía-se a Hermes a invenção de um selo que fechava recipientes de vidro fundindo suas bordas, criando uma vedação inviolável. Esse método era associado à proteção de substâncias preciosas ou à preservação de segredos alquímicos, daí o termo "hermeticamente fechado".
Com o tempo, a palavra passou a significar qualquer vedação completa ou algo impenetrável, inclusive em sentido figurado, como discursos ou textos de difícil compreensão, ou mesmo em referência à áreas seguras e impenetráveis.

## Principais Utilizações

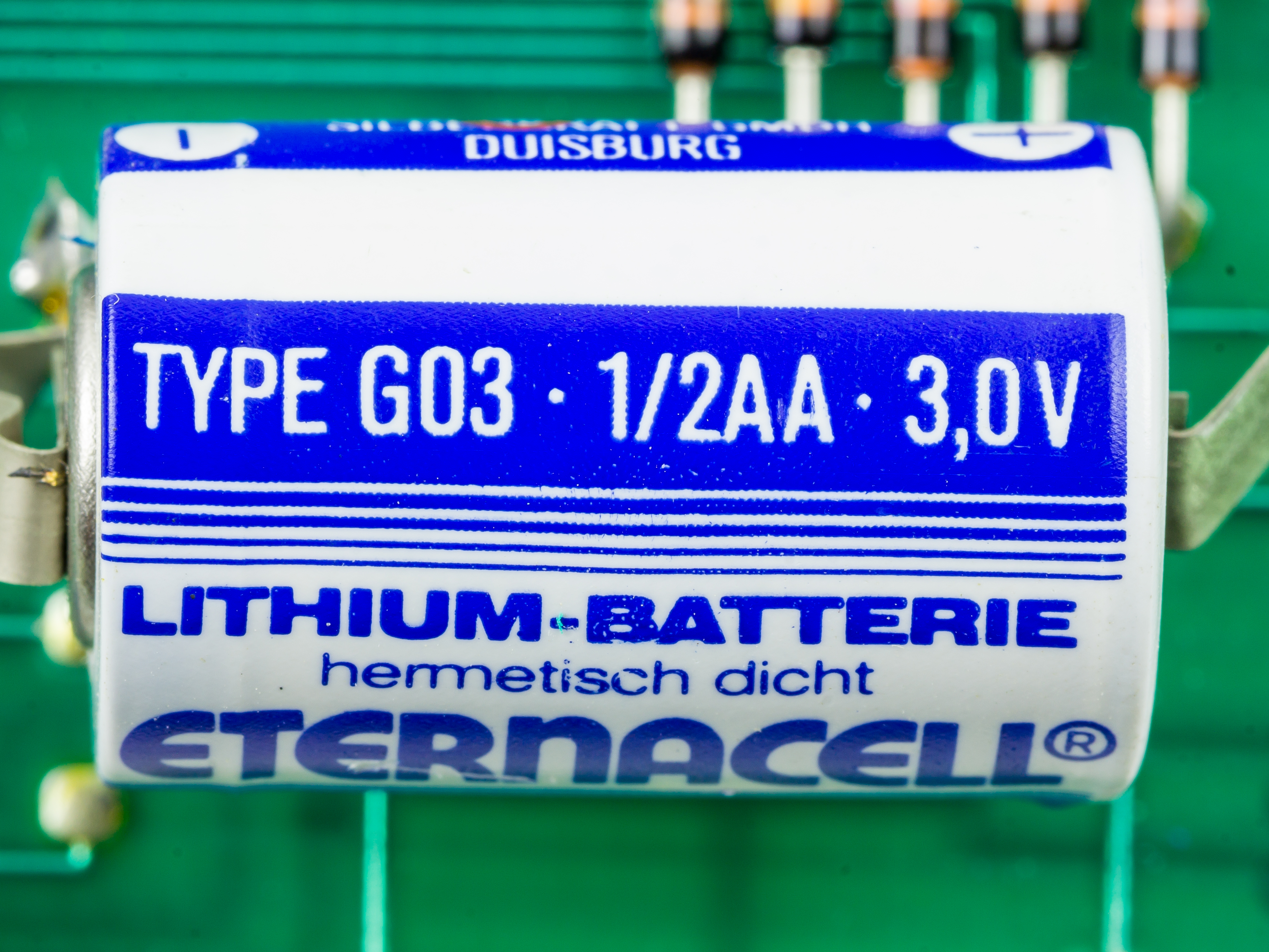
Uma bateria de lítio hermeticamente selada.

Os selos herméticos são amplamente utilizados em diversos setores devido à sua capacidade de garantir isolamento e proteção. A versatilidade dos selos herméticos os torna indispensáveis em contextos que exigem segurança e confiabilidade.
Na indústria alimentícia, são essenciais em embalagens de alimentos, como latas, vidros ou sacos, para manter o frescor dos produtos e evitar a necessidade de conservantes artificiais. Na indústria farmacêutica, protegem medicamentos contra umidade e contaminação, prolongando sua vida útil. Na indústria siderúrgica, são usados em processos como soldagem e tratamento térmico para evitar a oxidação de ligas metálicas.
Aplicações adicionais incluem os setores da construção civil (por exemplo, em janelas de vidros duplos para controle climático), aviação (pressurização das cabines), exploração submarina, exploração espacial, entre inumeras outras possibilidades.
No caso da obtenção de selagem hermética em grandes equipamentos industriais, a manutenção preventiva é crucial, pois fatores como desgaste, corrosão ou variações de temperatura podem comprometer a vedação. Inovações recentes para complexos projetos de vedação industrial incluem sensores de vazamento e materiais de vedação de última geração, que aumentam a durabilidade e a eficiência dos selos em ambientes industriais extremos.

## Produção Industrial
A produção industrial de selos herméticos envolve a seleção de materiais específicos, de acordo com a finalidade pretendida. Materiais como plásticos, vidros, metais dúcteis borrachas naturais, silicones, resinas, fluoroelastômeros, ou borracha nitrílica, são amplamente utilizados.
A fabricação começa com a moldagem precisa ou extrusão do material nos parâmetros projetados.  A moldagem por injeção é amplamente utilizada para produzir selos com alta precisão, enquanto a extrusão é comum para vedações contínuas, como em tubos ou juntas longas.
Após a moldagem, os selos passam por processos de acabamento, como rebarbação, para remover excessos de material, e cura térmica ou química para estabilizar suas propriedades. Após finalizado o processo, os objetos selados passam por testes rigorosos, para garantir a estanqueidade do sistema. Testes de qualidade são essenciais e incluem verificações de resistência à pressão, testes de vácuo para detectar microvazamentos e testes de bolhas em líquidos para confirmar a integridade da vedação.
Inovações recentes na produção incluem o uso de polímeros avançados com propriedades autorregenerativas, sensores embutidos para monitoramento de vazamentos em tempo real e técnicas de impressão 3D para criar selos personalizados com maior rapidez. Além disso, a sustentabilidade tem ganhado destaque, com o desenvolvimento de materiais recicláveis ou biodegradáveis para reduzir o impacto ambiental da produção dos selos herméticos.